# فرانک رولند
فرانک رولند (به انگلیسی: Frank Sherwood Rowland) (متولد ۲۸ ژوئن ۱۹۲۷ - درگذشته ۱۰ مارس ۲۰۱۲)، شیمیدان آمریکایی و برنده جایزه نوبل است. در سال ۱۹۹۵ به همراه ماریو مولینا از مکزیک و پاول کروتزن از هلند «برای کار دربارهٔ شیمی اتمسفر به خصوص در مورد شکل‌گیری و تجزیه ازن»
جایزه نویل شیمی به او اعطا شد.
او استاد شیمی دانشگاه کالیفرنیا، ایروین بود. تحقیقات او در شیمی و سینتیک شیمیایی اتمسفر بود.